# Тетун
Тетун е австронезийски език, говорен от около 450 000 души в Индонезия и Източен Тимор.